# Henri Czarniak
Henri Czarniak (ur. 3 września 1937 w Miluzie, zm. 3 marca 1986 w Paryżu) – francuski aktor filmowy i teatralny polskiego pochodzenia.

## Życiorys
Urodził się w Miluzie w Alzacji w 1937, był aktorem drugoplanowym, grał głównie w komediach i filmach policyjnych.

## Filmografia

### Kino
- 1965 : Twardzi ludzie - Stan
- 1966 : L'Homme à la Buick - Tonnerre
- 1967 : L'Homme qui valait des milliards - Mario
- 1967 : Ptaki umierają w Peru
- 1968 : Ho ! - strażnik więzienny
- 1968 : Jeff  - Lescure
- 1969 : Narzeczona pirata - Julien
- 1969  : Pani w samochodzie w okularach i ze strzelbą
- 1970 : Bulwar Rumu - Cantacas
- 1971 : Królowe Dzikiego Zachodu - doc Miller
- 1971 : Przygoda jest przygodą - motocyklista
- 1972 : L'Impossible objet (Story of a love story)
- 1973 : Wspaniały - żołnierz (niewymieniony w czołówce)
- 1974 : Miłość i śmierć (Love and death) - Iwan Gruszenko
- 1975 :  Emmanuelle 2  - Igor
- 1975 : Kronika lat ognia
- 1975 : Le Guêpier - dyrektor
- 1975 : La situation est grave... mais pas désespérée - René Delacroix
- 1976 : Le Cri du désir
- 1976 : Deux cloches dans la neige
- 1976 : Operacja Piorun (Mivtsa Yonatan) - Michel Bacos
- 1977 : Stella
- 1977 : Komisarz w spódnicy - inspektor Cassard
- 1977 : Horoskop - Fernand Marchand
- 1978 : Un professeur d'américain
- 1978 : Plein les poches pour pas un rond - kierowca
- 1979 : Retour en force
- 1981 : Les Folies d'Élodie - Tarzan
- 1982 : Les Diplômés du dernier rang
- 1983 : S.A.S. à San Salvador - Krisantem
- 1983 : Kobiety niczyje - Bouladoux
- 1985 : La Baston

### Telewizja
- 1968 : Les Enquêtes du commissaire Maigret
- 1975 : Monsieur Jadis - Robert[1].
- 1975 : Człowiek bez twarzy - brygadzista w stoczni
- 1976 : Les Douze Légionnaires - starszy sierżant Renato Moretti
- 1976 : Rewolwer i melonik - Grima
- 1982 : Médecins de nuit
- 1982 : Brygady Tygrysa

## Teatr
- 1966 : Kapitan Fracasse
- 1967 : Cyd
- 1968:  Człowiek jak człowiek
- 1969 : Toro Tumbo
- 1977 : Adieu Supermac